# Cynoglossum asperrimum
Cynoglossum asperrimum är en strävbladig växtart som beskrevs av Takenoshin Nakai. Cynoglossum asperrimum ingår i släktet hundtungor, och familjen strävbladiga växter. Inga underarter finns listade i Catalogue of Life.